# Łężek (województwo wielkopolskie)
Łężek – wieś w Polsce położona w województwie wielkopolskim, w powiecie śremskim, w gminie Książ Wielkopolski.
W latach 1975–1998 miejscowość administracyjnie należała do województwa poznańskiego.
Wieś położona 9 km na zachód od Książa Wielkopolskiego przy drodze powiatowej nr 4077 z Sroczewa do Dobczyn przez Chrząstowo.